# بیج
بیج، روستایی است، از توابع بخش چوکام شهرستان خمام در استان گیلان ایران.

## جمعیت
این روستا در دهستان چوکام قرار دارد و بر اساس سرشماری مرکز آمار ایران در سال ۱۳۸۵، جمعیت آن ۴۶۰ نفر (۱۲۵خانوار) بوده‌است.